# ザグレブ爆撃 (第二次世界大戦)
ザグレブ爆撃は、第二次世界大戦中の1943年から1945年にかけて連合国によって行われたファシスト政権クロアチア独立国の首都ザグレブに対する戦略爆撃でユーゴスラビアのパルチザンの要請により実施された。
チュルノメレツ地区（Črnomerec）、ボロンガイ地区（Borongaj）、プレソ地区（Pleso）の上空から行われた爆撃は甚大な被害をもたらした。 1944年2月22日、ドミニコ修道会に爆弾が直撃しその結果神学生8名が死亡した。。このことへ抗議としてザグレブで大司教を務めていたアロイジエ・ステピナツはイギリス大使へ宛てて手紙を送った。
1944年5月30日には、ボロンガイ地区に約100個の爆弾が投下された。爆弾の重量はそれぞれ250kgであった。
2007年と2008年にはマクシミル地区（Maksimir）の建築現場から不発弾が発見された。同じく2008年には近隣の町スヴェタ・ネデリャ（Sveta Nedelja）でも爆弾が発見されている。

## 時系列
- 1944年2月22日 - 米特別機動隊第15機動部隊による空爆[8]
- 1944年4月6日 - 米特別機動隊第15機動部隊による空爆、米爆撃機6機が撃墜さる[8]
- 1944年5月24日 - 米特別機動隊第15機動部隊による空爆[8]
- 1944年5月30日 - 米特別機動隊第15機動部隊による空爆[8]
- 1944年6月3日 - 米特別機動隊第15機動部隊による空爆[8]
- 1944年7月7日 - 米特別機動隊第15機動部隊による空爆[8]
- 1945年1月5日 - 米特別機動隊第15機動部隊による空爆[8]
- 1945年1月19日 - 米特別機動隊第15機動部隊による空爆[8]
- 1945年2月13日 - 米特別機動隊第15機動部隊による空爆[8]
- 1945年3月4日 - 米特別機動隊第15機動部隊による空爆[8]
- 1945年3月12日 - 米第12空軍および特別機動隊第15機動部隊による空爆[8]
- 1945年3月14日 - 米特別機動隊第15機動部隊による空爆[8]